# Kodeks Muro
Kodeks Muro – XVI-wieczny manuskrypt mistecki.
Kodeks Muro powstał w połowie XVI wieku. Swoją nazwę zawdzięcza meksykańskiemu kolekcjonerowi Feliksowi Muro.
Na temat Kodeksu Muro można przeczytać w pracy pt. Mesoamerican Writing Systems autorstwa Elizabeth P. Benson – praca przedstawiona na konferencji w Dumbarton Oaks, 30–31 października 1971 oraz w Fundamental Changes in the Interpretations of the Mixtec Codices autorstwa Nancy P. Troike.